# Шпик

1. Хребтовая часть 2. Боковая часть

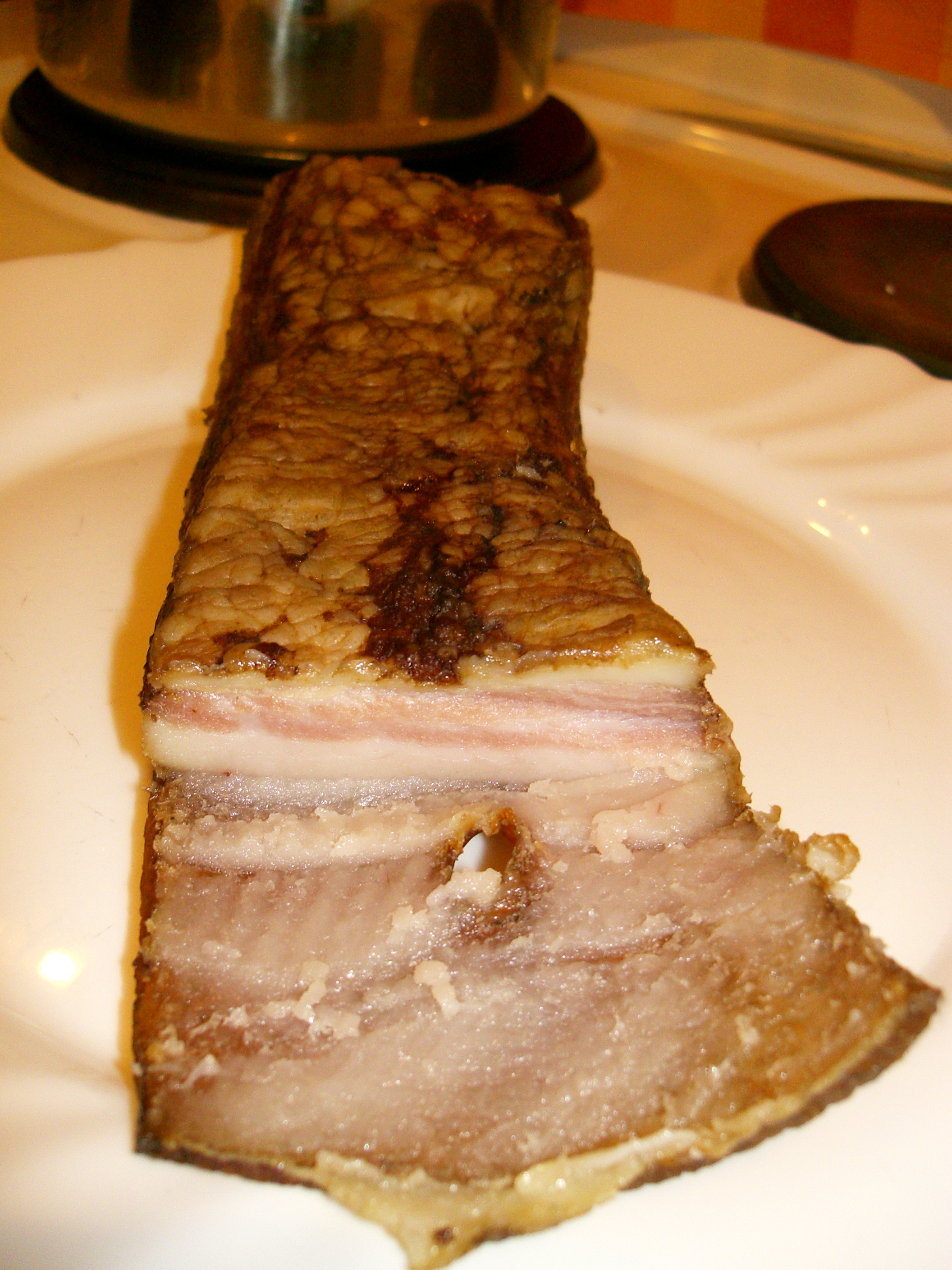
Шпик по-чешски

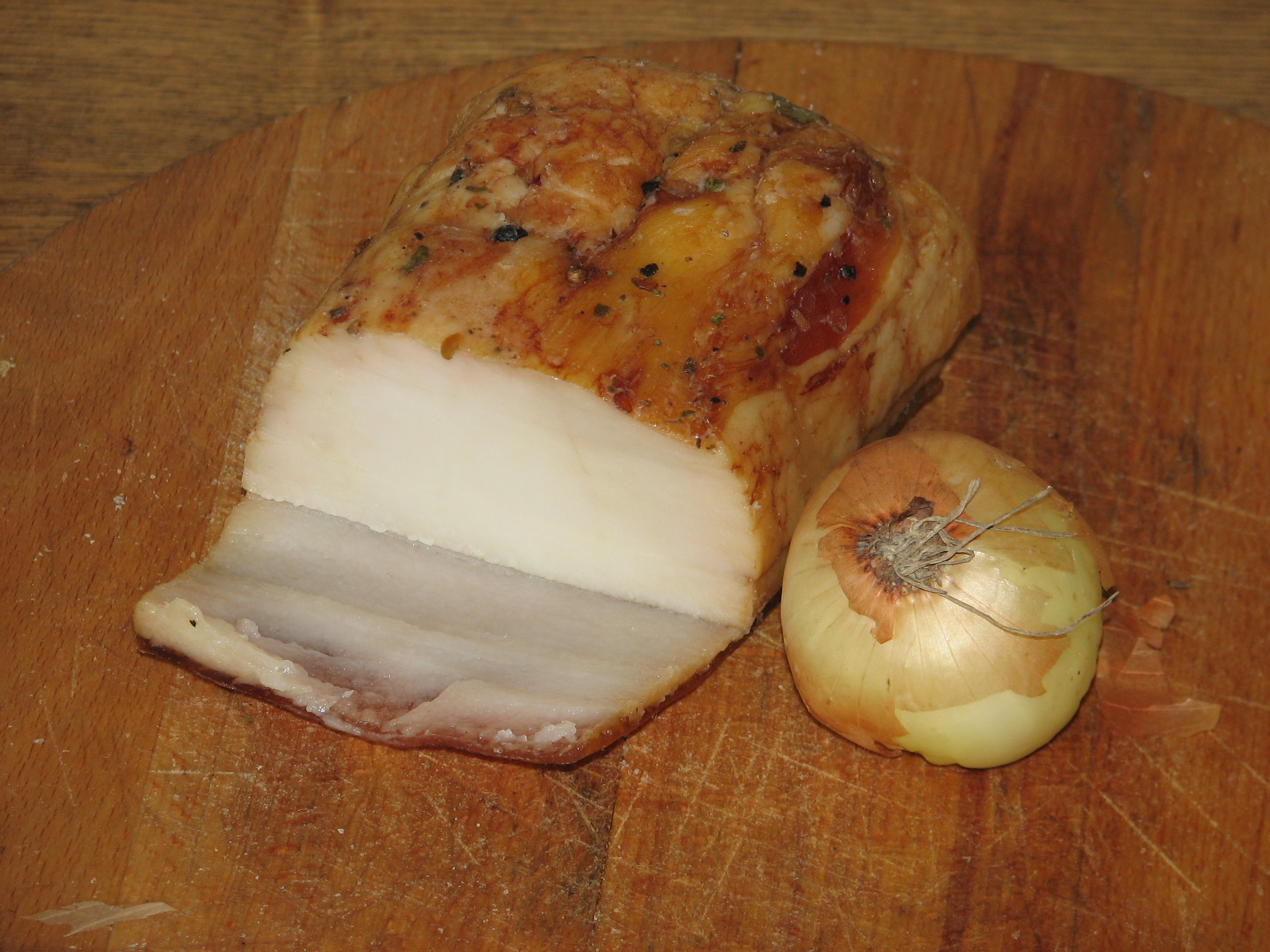
Шпик по-литовски

Шпик (иногда шпиг; от нем. Speck — сало) — плотное подкожное свиное сало, приготовленное в виде солёного или солёно-копчёного продукта.
Шпик в зависимости от местонахождения в туше подразделяется на хребтовый и боковой; по плотности различают: твёрдый, полутвёрдый, мягкий.

## Применение
Шпик используется в кулинарии для шпигования мяса, добавления в мясные рубленые изделия, колбасные изделия, тушёную капусту, для заправки некоторых супов и для непосредственного употребления в пищу. Благодаря высокой калорийности шпик повышает питательную ценность колбасного изделия. Его добавляют в колбасный фарш согласно рецептуре в виде кубиков или прямоугольных призм, и в зависимости от количества шпика и его размеров на разрезе колбасного изделия возникает определённый рисунок, по которому в некоторых случаях можно установить сорт колбасы.
Выпускается шпик также и в консервированном виде.

## Способы приготовления
Основную массу заготавливают впрок путём засолки. Для посола берут сало из спинной (хребтовой) и боковой частей, обычно для улучшения вкусовых свойств в значительных количествах добавляют пряности, как правило чёрный перец, чеснок и лавровый лист. Шпик по-венгерски готовят, добавив паприку и после засола дополнительно подкоптив. Едят шпик, срезав шкурку, счистив излишки соли и пряностей и порезав его на тонкие ломтики.
Обжарив кусочки шпика, получают шкварки, вытопленный свиной жир называется смалец.

## Состав
Шпик содержит до 1,4 % белков и более 92 % жира. Белковая часть представлена в основном неполноценными белками (эластин, коллаген). Бо́льшая часть жирных кислот, входящих в состав жира, относится к непредельным (олеиновая, линоленовая и др.). Из предельных жирных кислот в основном имеются пальмитиновая и стеариновая.